# Sœurs missionnaires catéchistes des pauvres
Les sœurs missionnaires catéchistes des pauvres sont une congrégation religieuse féminine missionnaire de droit pontifical.

## Histoire
La congrégation est fondée le 29 janvier 1926 à Monterrey (Mexique) par l'archevêque José Juan de Jésus Herrera y Piña (it) (1865-1927) avec deux filles de Marie-Auxiliatrice car
l'apostolat des prêtres est sévèrement limité sous la présidence de Plutarco Elías Calles, dans un contexte de forte sécularisation. Le prélat pense donc remplacer les prêtres par des religieuses dans l'œuvre d'évangélisation.
L'institut est reconnu comme congrégation de droit diocésain le 19 mai 1951 et reçoit le décret de louange le 22 octobre 1964.
Gloria Maria Elizondo García (1908-1966), supérieure générale de la congrégation est reconnue vénérable par le pape François le 19 juin 2020.

## Activités et diffusion
Les sœurs se consacrent à l'évangélisation, en particulier des plus pauvres et des plus abandonnés.
Elles sont présentes au Mexique et aux États-Unis.
La maison-mère est à San Pedro Garza García (Nuevo León).
En 2017, la congrégation comptait 141 sœurs dans 15 maisons.